# Christopher White
Christopher Sherratt White (født 9. september 1960 i Gisborne, New Zealand) er en newzealandsk tidligere roer og dobbelt verdensmester.
White vandt en bronzemedalje for New Zealand i disciplinen firer med styrmand ved OL 1988 i Seoul. Ian Wright, George Keys, Greg Johnston og styrmand Andrew Bird udgjorde resten af besætningen. I finalen kom den newzealandske båd ind efter Østtyskland og Rumænien, der vandt henholdsvis guld og sølv. Han deltog også ved både OL 1984 i Los Angeles, OL 1992 i Barcelona og OL 1996 i Atlanta, uden dog at vinde medalje ved nogen af disse lege.
White vandt desuden to VM-guldmedaljer i otter i henholdsvis 1982 og 1983, samt to sølvmedaljer i firer med styrmand i henholdsvis 1985 og 1986.

## OL-medaljer
- 1988:  Bronze i firer med styrmand